# 張雨生故事館
張雨生故事館是位於台灣澎湖縣馬公市的紀念歌手張雨生的博物馆。

## 概況
張雨生故事館位於澎湖縣馬公市篤行十村新復路2巷22號，亦是張雨生童年時期的居住地；在澎湖縣政府的整修下，2009年5月23日正式對外開放，多數展示品由張雨生的家屬、歌迷及相關公司免費提供。